# Albert Roosenboom
Pour les articles homonymes, voir Rosenboom.
Albert Roosenboom, né Émile Albert Philippe Heynen le 19 octobre 1871 à Ixelles et mort le 29 août 1943 dans la même ville, est un architecte Art nouveau belge et bruxellois.

## Biographie
Émile Albert Philippe Heynen naît en 1871 à Ixelles, fils de Philippine Hubertine Heynen,. Sept ans plus tard, il est reconnu par l'artiste peintre d'origine hollandaise Albert Roosenboom lorsque ce dernier épouse sa mère.
Il est élève de l'Académie royale des beaux-arts de Bruxelles et travaille comme dessinateur chez Victor Horta.
Il est l'auteur de nombreuses maisons et de villas dans l'agglomération bruxelloise. Il a collaboré avec le peintre et sgraffitiste Gabriel van Dievoet.
On lui doit, entre autres, la Maison Beukman construite en 1900 à Ixelles, ainsi que l'Entrepôt Van Cutsem, édifié en 1902 en style néo-gothique à Watermael-Boitsfort.
Il a été membre de la Société centrale d'architecture de Belgique, dont il a été secrétaire de 1922 à 1924.
Albert Roosenboom meurt à Ixelles le 29 août 1943.

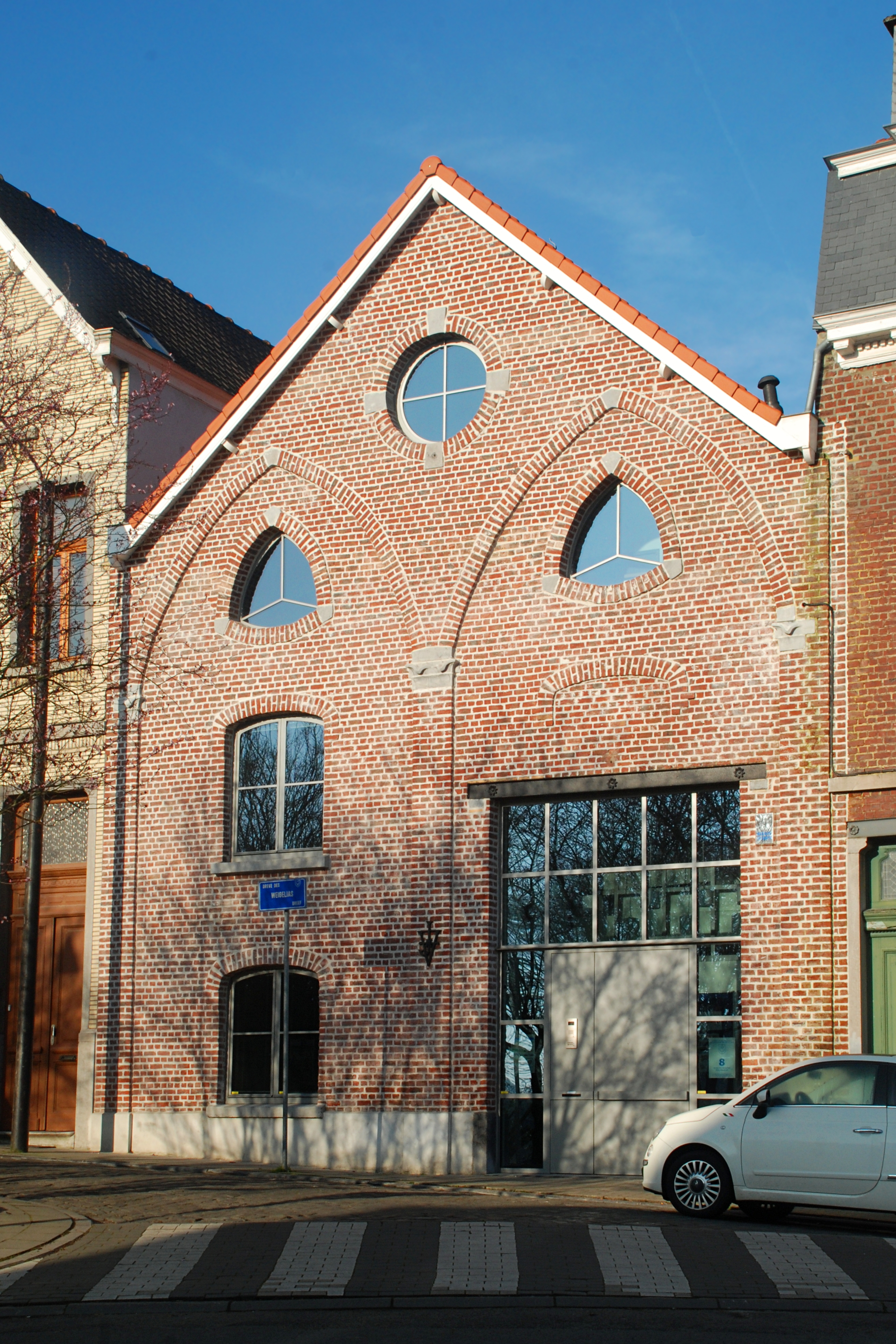
Entrepôt Van Cutsem.
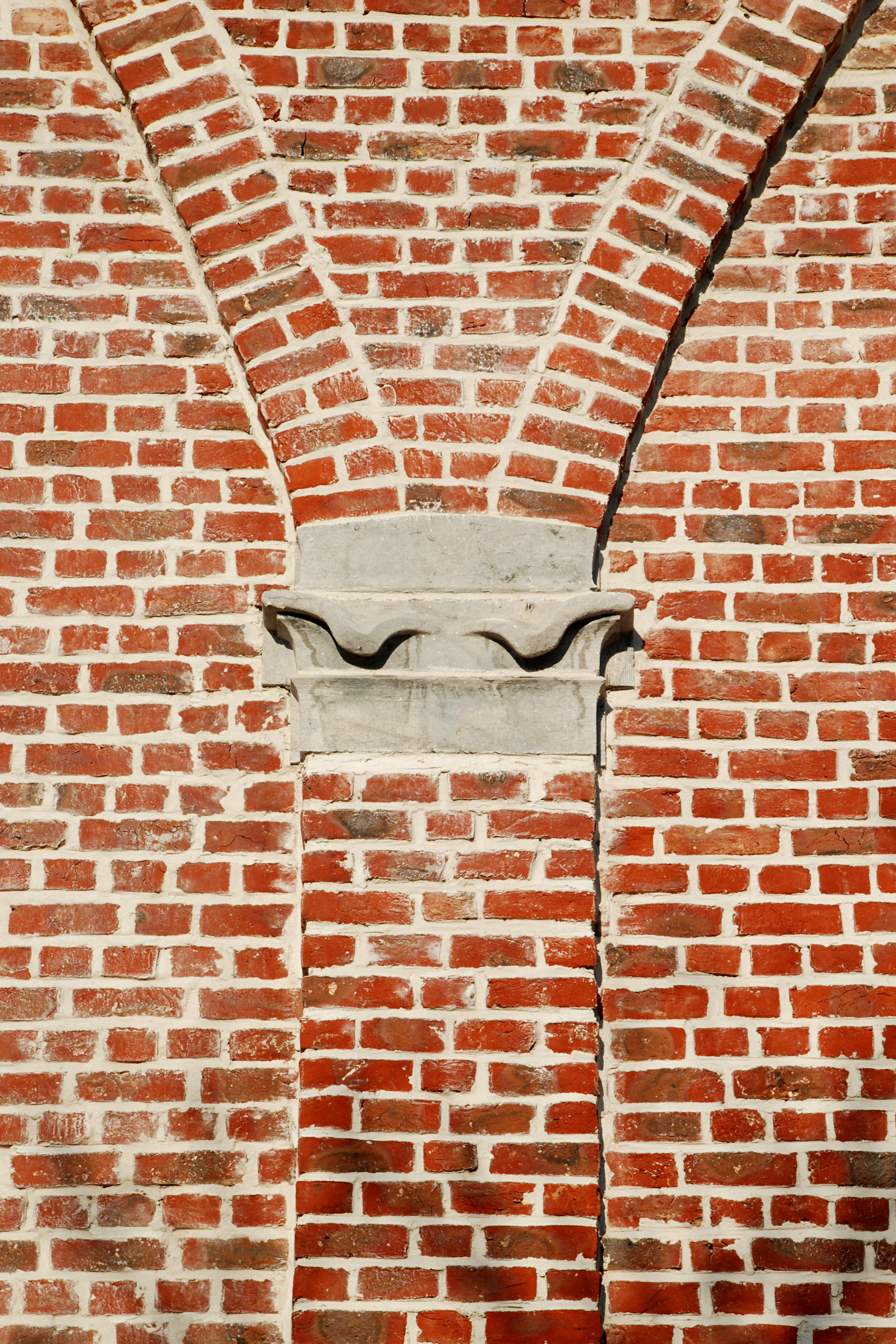
Entrepôt Van Cutsem (détail).
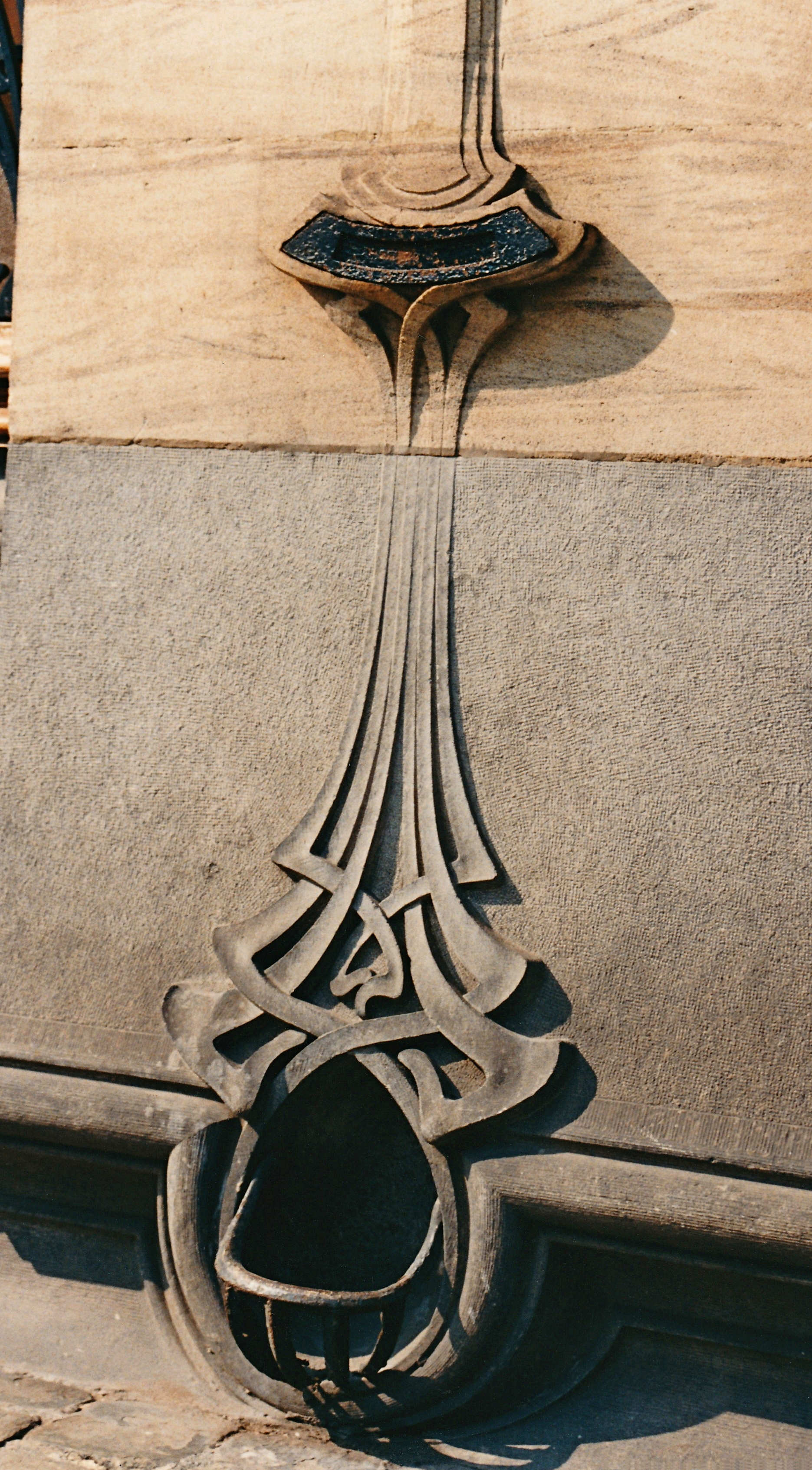
Maison Beukman : grattoir.